# أنتوني ريفيلير
أنتوني ريفيلير (بالفرنسية: Anthony Réveillère) (10 نوفمبر 1979 في دووي لا فونتين) لاعب كرة قدم فرنسي يلعب حاليا في نادي الدرجة الأولى ليون الفرنسي في مركز الظهير الأيمن. يعتبر أحد مخرجات أكاديمية نادي رين للناشئين والذي أصبح من بعدها محترفا. يعتبر من أعمدة خط دفاع فريق ليون ولكن يتم تفضيل زميله في النادي فرانسوا كلير في المشاركة دوليا في صفوف منتخب فرنسا.

## المسيرة الرياضية مع الأندية
بدأ أنتوني مسيرته الرياضية مع نادي رين في 3 فبراير 1998 حيث شارك في أولى مبارياته الرسمية في بطولة دوري الدرجة الأولى. بعدما أمضى 6 سنوات في نادي رين قرر الانتقال في فترة الانتقالات الشتوية إلى نادي فالنسيا الإسباني. بعد مرور نصف موسم فقط قرر أنتوني العودة إلى بلاده وانضم إلى نادي ليون حامل لقب بطولة دوري الدرجة الأولى لخمس مواسم متتالية آنذاك.
ساهم أداء أنتوني العالي في لفت الأنظار إليه حيث ما زال الجميع يتذكر تمريرته الذكية نحو زميله المهاجم سيلفان ويلتورد والتي سجل منها الأخير هدف في المباراة التي جمعت بين فريق ليون وفريق ريال مدريد الإسباني وشهدت فوز كاسح لأبطال فرنسا بنتيجة 3-0 سنة 2005. وفي نفس الموسم استطاع أن يتخطى الظهير الأيسر البرازيلي مانسيني 6 مرات وتشكيل خطورة على مرمى فريق روما الإيطالي ولكن المباراة انتهت بفوز الفريق الإيطالي 2-0 في الدور الثمن النهائي وهذه الخسارة هي الأولى لفريق ليون على ملعبه غيرلاند في 5 سنوات.

## المسيرة الرياضية مع المنتخبات
شارك في خمس مباريات دولية مع منتخب فرنسا حيث كانت أولى مشاركاته في 11 أكتوبر 2003 في مواجهة منتخب إسرائيل.

## روابط خارجية
- أنتوني ريفيلير على موقع الاتحاد الدولي (مؤرشف)  (الإنجليزية)
- أنتوني ريفيلير على موقع الاتحاد الأوربي (الإنجليزية)
- أنتوني ريفيلير على موقع رابطة كرة القدم الفرنسية للمحترفين (الإنجليزية)
- أنتوني ريفيلير على موقع قاعدة بيانات كرة القدم.إي يو (الإنجليزية)
- أنتوني ريفيلير على موقع بيانات كرة القدم. دي إي (الألمانية)
- أنتوني ريفيلير على موقع ليكيب (الفرنسية)
- أنتوني ريفيلير على موقع ناشيونال فوتبول تيمز (الإنجليزية)
- أنتوني ريفيلير على موقع Soccerbase.com (لاعب) (الإنجليزية)
- أنتوني ريفيلير على موقع Soccerway.com (الإنجليزية)
- أنتوني ريفيلير على موقع عالم كرة القدم.نت (الإنجليزية)